# Vasagey Oita
Il Vasagey Oita (バサジィ大分?) è una squadra giapponese di calcio a 5, con sede a Ōita. Milita in F. League.

## Storia
Fondata nel 2003, milita nella F. League, la massima serie del campionato giapponese di calcio 5.

## Colori e simbolo

### Colori
I colori della maglia dei Vasagey sono l'arancione e il nero.

## Stadio
I Vasagey Oita giocano le loro partite casalinghe all'Oozu Sports Park, che contiene circa 2.000 posti.

## Palmarès

### Altri piazzamenti
- F. League : 2013-2014

2º posto